# 包斯卡市鎮
包斯卡市鎮是拉脫維亞的市镇，位於該國南部，行政中心为包斯卡。市镇面積为2,174.9平方公里，人口数量为47,104人（2018年）。拉脱维亚首任总统雅尼斯·恰克斯特出生于此市镇。

## 历史
包斯卡市鎮设立于2009年。2021年7月1日，原包斯卡市鎮、耶察瓦市镇、倫達萊市镇和舊烏姆涅基市镇合并成新的包斯卡市鎮。